# Solitudo (astronomia)
Solitudo (plurale: solitudines) è un termine latino che significa letteralmente solitudine, e per tropo anche luogo isolato o deserto, ed è usato in astronomia osservativa dove è stato introdotto all'inizio del XX secolo da Eugène Michel Antoniadi per le albedo più scure della superficie di Mercurio. Come ogni altra albedo le solitudines non corrispondono necessariamente a reali formazioni geologiche.
Molti dei nomi introdotti da Antoniadi sono stati successivamente ripresi dall'Unione Astronomica Internazionale come parte della nomenclatura ufficiale delle caratteristiche di albedo di Mercurio. Ad oggi, dopo il completamento della cartografia di Mercurio grazie alle immagini riprese dalle sonde Mariner 10 e MESSENGER, questi termini non sono più utilizzati nell'astronomia professionale mentre rimangono in uso nell'astronomia osservativa amatoriale.

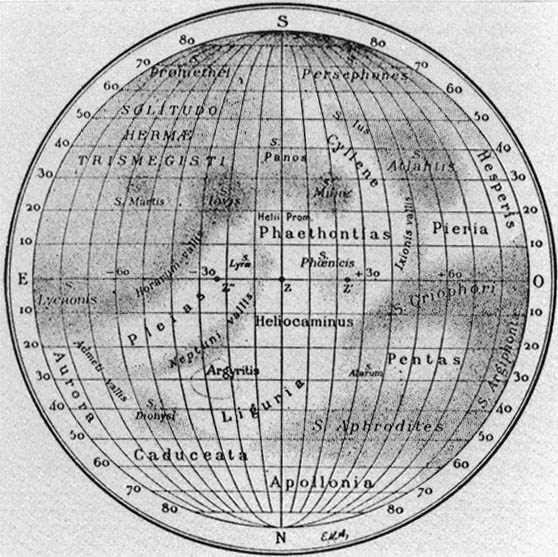
Le 17 solitudines e le altre albedo individuate da Antoniadi in una mappa del 1934.